# Курландија
Курландија (лет. Kurzeme; рус. Курляндия), у литератури средњег века позната и као Куронија (лат. Curonia, Couronia), је историјско подручје Летоније, која је у прошлости била део Ливонског витешког реда, Пољско-литванске државне заједнице и Руског царства.
У времену од 1562. до 1795. године ова територија је била део Војводства Курландија и Семигалија. Тренутно, Курландија је једна од три главна (историјска) дела Летоније.

## Географија
У ужем смислу Курландија је западни део Летоније и обухвата округе: Вентспилс, Талси, Кулдига, Лијепаја и округ Салдус, те градове Вентспилс и Лијепаја.
У ширем смислу Курландија, осим овог појаса, обухвата и Семигалију (Земгале) и то округе: Тукумс, Добеле, Јелгава и Бауска, те град Јелгава, али и појас Селија са припадајућим општинама.

## Историја
У давна времена ову територију су насељавали угро-финско племе Ливонци и балтичка племена Курши (Куронци) и Семигали.
У XII веку на овој територији се појављују немачки колонисти и почиње њихова борба са домороцима. Крајем овог века са колонистима долазе и трговци први мисионари. Године 1230. становници Курландије прихватају хришћанство и истовремено стају на страну Немаца у борби против пагана. У тој борби, северни крсташи су године 1253. формирали Ливонски Ред на простору Курландије. Године 1435. већина крсташких територија на овим просторима се уједињује у Ливонску Конфедерацију.
Са избијањем Ливонског рата и распадом Ливонске Конфедерације последњи владар Конфедерације, Готхард Кетлер, увео је секуларизам у поседима Ливонског Реда на левој обали Даугаве, формирајући своје Војводство Курландија и Семигалија са главним градом Јелгава, а себе именовао као војводу. Његови потомци владали су тим Војводством све до 1711. године, након чега их замењује династија Бирони. Године 1795. последњи војвода Петар фон Бирон, предао је Војводство Руском царству.
После Првог светског рата, Курландија је постала део новоформиране нације Летоније.